# 유라시아 스텝

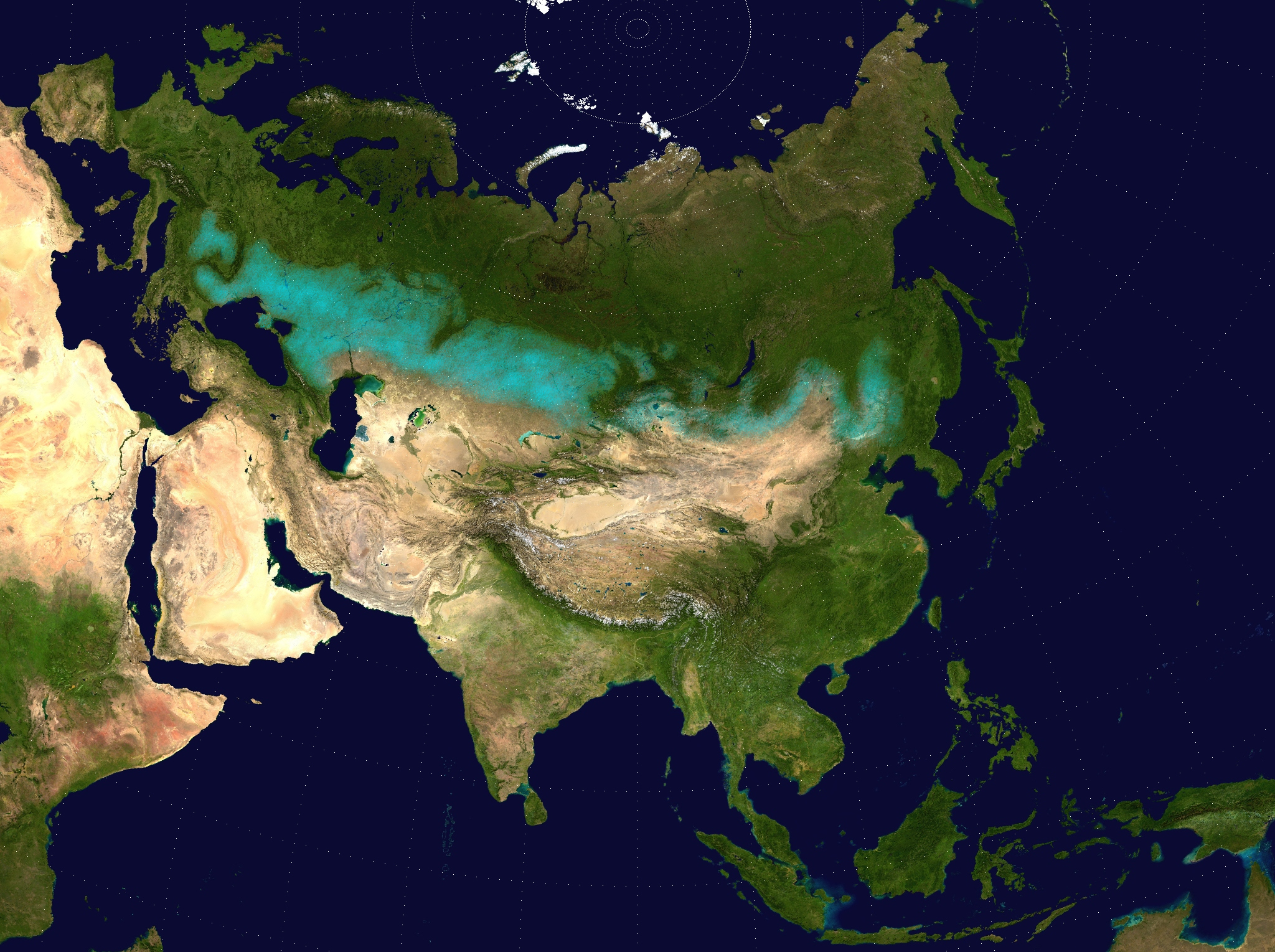
유라시아 스텝의 위치

유라시아 스텝(영어: Eurasian Steppe)은 유라시아에 위치한 광대한 스텝 생태지역이다. 몰도바, 루마니아를 시작으로 우크라이나, 러시아, 카자흐스탄, 신장 위구르 자치구, 몽골, 만주까지 뻗어 있으며 헝가리에는 푸스타라는 대규모의 비지 형태로 존재한다.
유럽, 중앙아시아, 중국, 남아시아, 중동의 정치적, 경제적, 문화적 교역로로 자리잡았으며 초원길, 비단길은 유라시아 스텝이 지나가는 교역로였다. 오랫동안 기마 유목민 국가들의 무대였으며 역사적으로 많은 부족 연합, 고대 국가들이 융성했다. 흉노, 스키타이족, 킴메르, 사르마티아인, 훈족, 화레즘, 소그디아나, 선비, 돌궐, 몽골 제국 등이 유라시아 스텝에 존재했다.

## 하위 구분
- 판노니아 스텝: 카르파티아 산맥에 의해 나머지 스텝 지역과 분리되어 있는 서단의 월경지로, 판노니아 평원의 일부이기도 하다. 헝가리를 비롯하여 인접한 오스트리아, 루마니아, 세르비아, 슬로바키아의 일부 영토에 걸쳐 있다.
- 폰토스-카스피 스텝: 유라시아 스텝의 서반부로, 다뉴브강 하구부터 동북쪽으로는 카잔, 동남쪽으로는 우랄 산맥까지 걸쳐 있다. 남쪽은 흑해, 캅카스 산맥, 카스피해와 접한다.
- 우랄-카스피 협소 지대: 우랄 산맥 남단과 남서쪽으로 650km 떨어진 카스피해 사이의 비교적 폭이 좁은 스텝 지대이다.
- 카자흐 스텝: 우랄 산맥부터 중가리아까지 펼쳐져 있다. 남부 지역은 중앙아시아와 대이란 역사와 중요하게 엮여 있으나 북부 지역은 기록된 역사의 흐름에서 오랜 기간 동떨어져 있었다.
- 중가리아 협소 지대: 구 중소국경을 따라 타르바가타이 산맥이 거의 시베리아 삼림 지대까지 불연속적으로 길게 늘어서 있으며, 이것이 카자흐 스텝과 중가리아 지역을 분리한다. 또한 동쪽으로는 알타이산맥이 중가리아와 몽골 스텝 지대를 구분한다.
- 몽골-만주 스텝: 동아시아 스텝의 주요 부분으로, 오늘날 몽골과 중국 내몽골 지역에 걸쳐 있다.

## 같이 보기
- 유라시아 유목민
- 헝가리 대평원
- 초원길